# 桂祥 (满洲正黄旗)
桂祥（？—1896年）满洲正黄旗人，清末官员。

## 生平
光绪二年闰五月初五日乙丑，谕军机大臣等“本日科布多参赞大臣托伦布以病难速痊奏请开缺业经降旨允准。”同日，任命科布多帮办大臣保英为科布多参赞大臣。光绪二年闰五月初六日丙寅，“赏左翼翼尉桂祥副都统衔，为科布多帮办大臣。”
光绪六年六月初十日丙午，“乌里雅苏台将军吉和留京当差，以乌里雅苏台参赞大臣杜嘎尔为乌里雅苏台将军。赏西宁办事大臣喜昌副都统衔，为乌里雅苏台参赞大臣。”由于喜昌到任需要一定时间，故光绪六年七月二十八日甲午，“以科布多帮办大臣桂祥署乌里雅苏台参赞大臣，古城领队大臣额尔庆额署科布多帮办大臣。”光绪六年九月十七日，桂祥具奏谢恩。光绪六年十一月初三日，桂祥奏“奴才于十月十二日由科起程，于二十日行抵乌里雅苏台，接署参赞大臣之任讫。”
光绪九年二月，“库伦办事大臣喜昌因病解职。调乌里雅苏台参赞大臣桂祥为库伦办事大臣。赏太常寺卿恒明副都统衔，为乌里雅苏台参赞大臣。”光绪十一年十月，桂祥被革职。
《光绪四年武职记名档》称： “桂祥，三姓记名简放副都统，记名协领，花翎骁骑校，光绪十年因收还伊犁保奏，奉旨桂祥著交军机处以副都统记名简放，并赏给三代正二品封典。钦此。”《光绪朝实录》称，光绪十年十月，“桂祥著赏给副都统衔。”
光绪十七年十一月，桂祥调任镶白旗汉军副都统。同月，“调镶白旗汉军副都统桂祥为镶黄旗蒙古副都统。”光绪二十一年三月，“调镶黄旗蒙古副都统桂祥为山海关副都统。以记名副都统官祥为镶黄旗蒙古副都统。 ”
光绪二十二年四月，“山海关副都统桂祥奏、遵旨密拏太监王得福等。得旨、该犯等业经拏获矣。”
光绪二十二年八月，直隶总督王文韶“又奏，已故山海关副都统桂祥，久历戎行，应予优恤。得旨，桂祥并无异常劳绩，所请著毋庸议。”